# Artion Poçi
Artion Poçi (Fier, 23 luglio 1977) è un allenatore di calcio ed ex calciatore albanese, di ruolo centrocampista.

## Carriera

### Nazionale
Vanta una presenza con la Nazionale albanese.

## Palmarès

### Club

#### Competizioni nazionali
- Campionato albanese: 1

Dinamo Tirana: 2007-2008
- Coppa d'Albania: 2

Apolonia Fier: 1997-1998
Besa Kavajë: 2009-2010
- Supercoppa d'Albania: 2

Dinamo Tirana: 2008
Besa Kavajë: 2010